# Cumbe Mayo
Cumbe Mayo è un sito archeologico situato a circa 12 miglia a sud ovest di Cajamarca, a circa 3.300 metri di altezza. Vi si trovano le rovine di un acquedotto risalente a epoca pre-Inca lungo circa 5 miglia. L'acquedotto raccoglieva acqua dalle sorgenti e la portava verso l'oceano pacifico. Venne costruito intorno al 1500 a.C. e si pensava che fosse la struttura artificiale più antica in america meridionale. Il nome Cumbe Mayo potrebbe avere origine da una frase Quechua, kumpi mayu, che significa "canale d'acqua", o humpi mayo, che significa "fiume sottile".
Sull'acquedotto e nelle caverne circostanti ci sono alcuni segni pittografici.
Nella regione remota e montagnosa in cui si trova il sito si trova anche una "foresta pietrificata", ovvero rocce vulcaniche levigate dal vento ed erose dall'acqua. Queste formazioni rocciose sono conosciute con il nome Los Frailones, anche conosciute come le Rocce del Monaco.

## Galleria d'immagini

Vista panoramica de Cumbe Mayo.

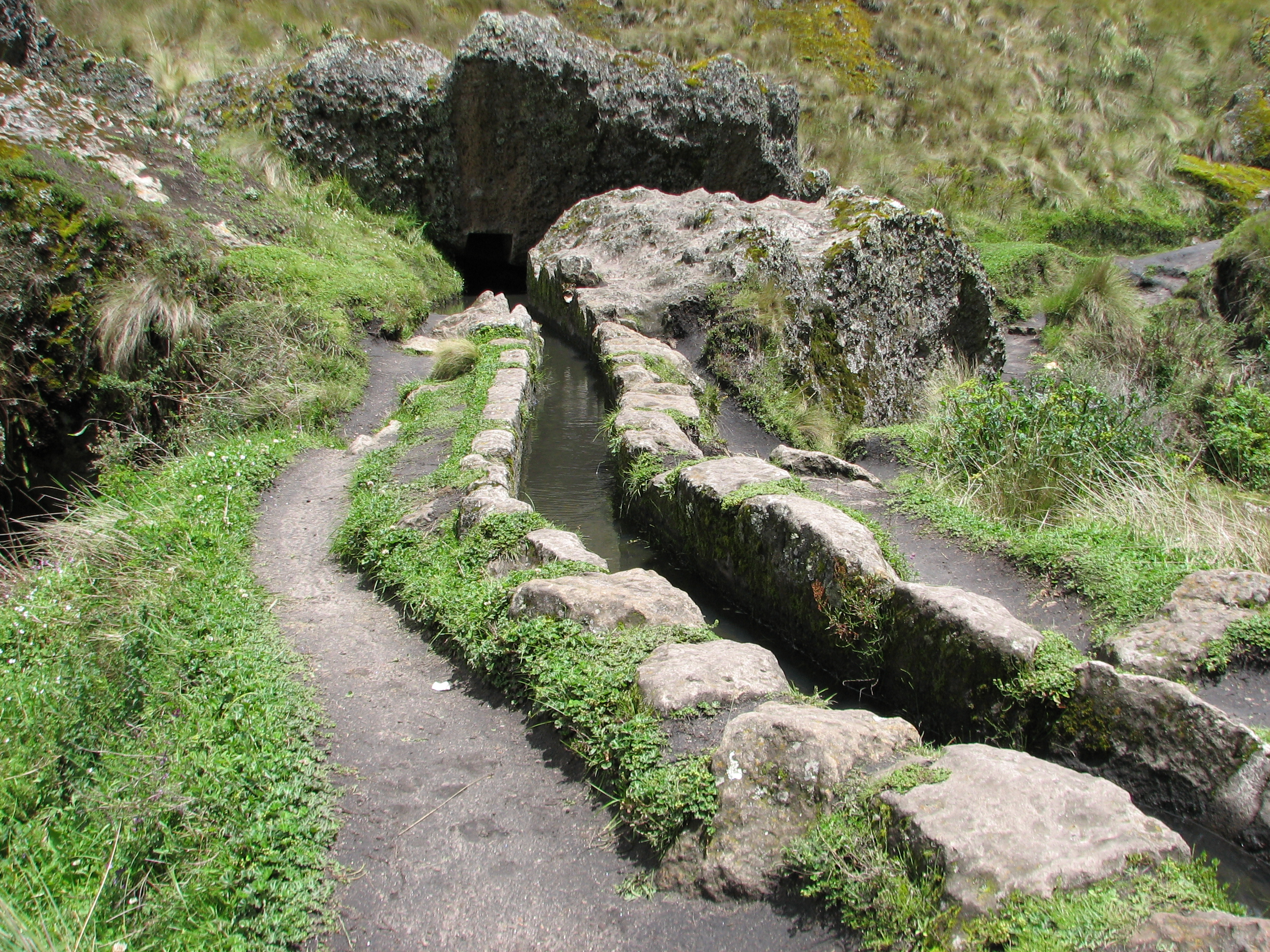
L'acquedotto di Cumbe Mayo.
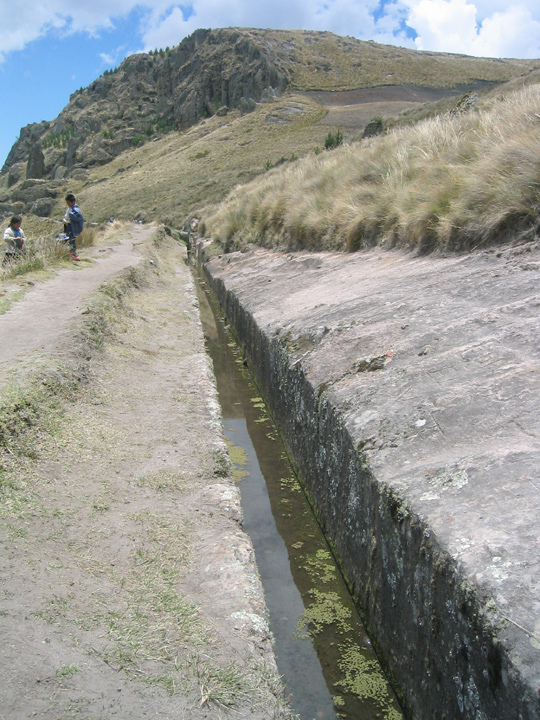
Il percorso dell'acquedotto.
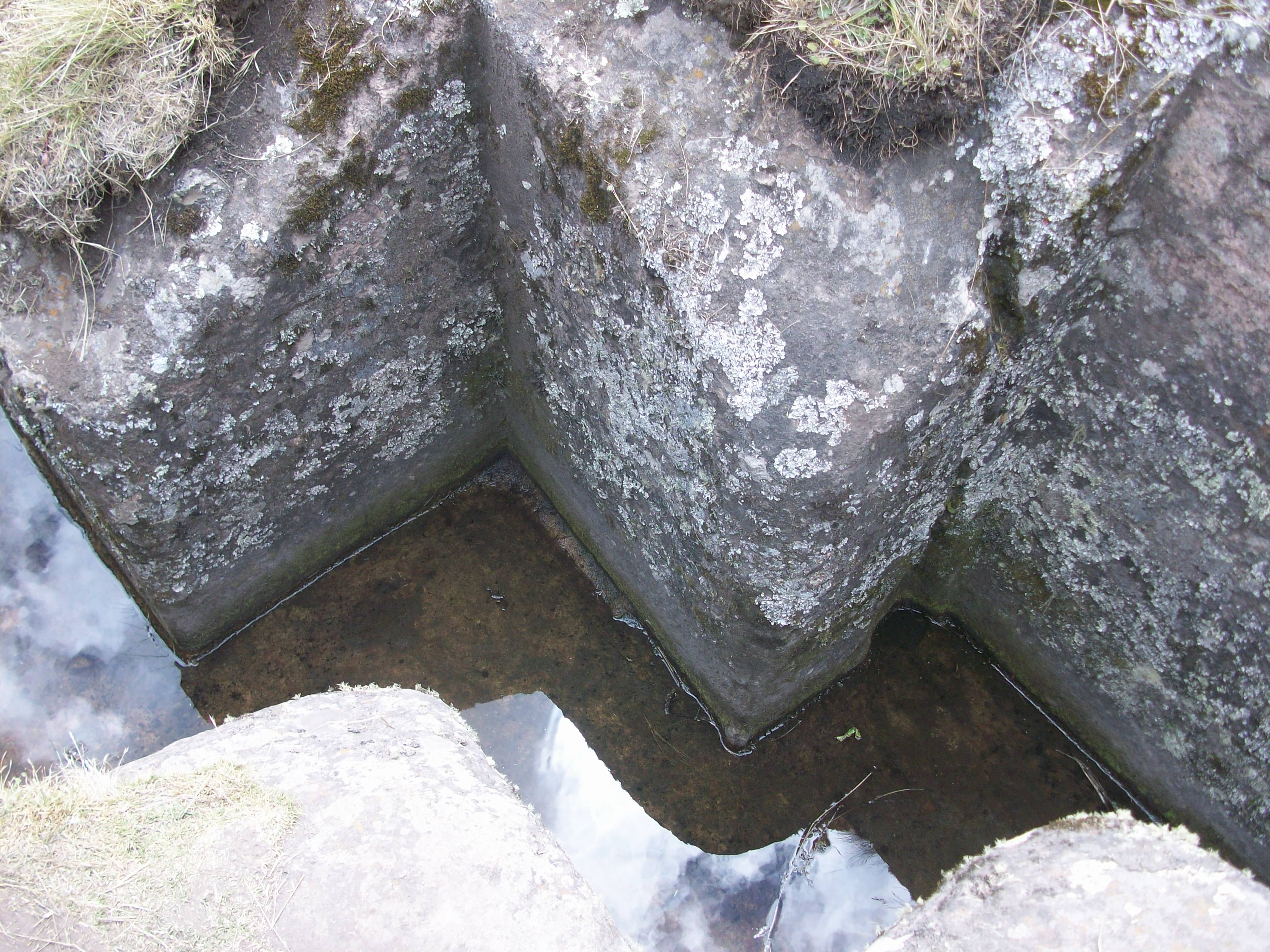
Particolare dell'acquedotto.
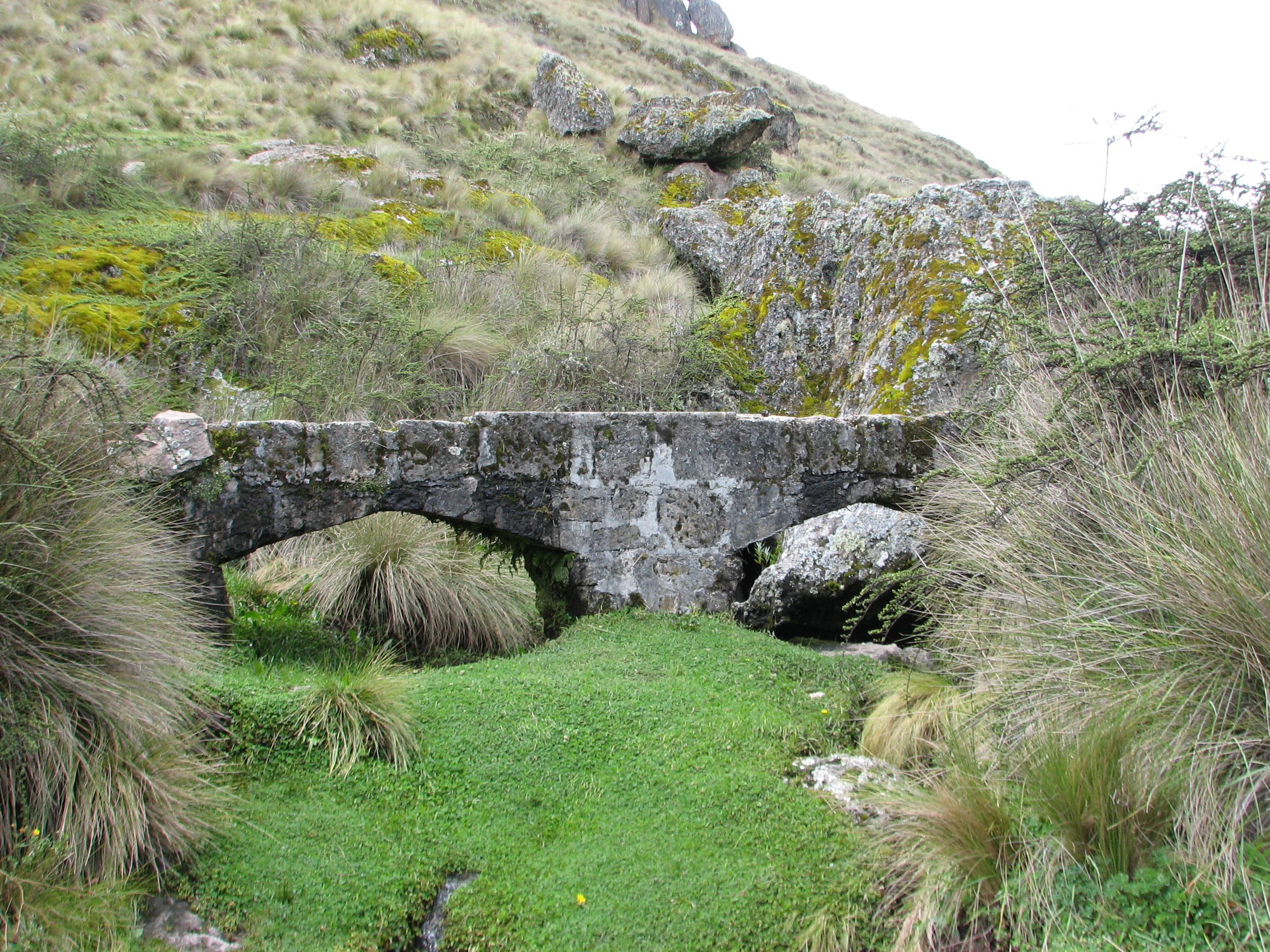
Un ponte.